# Bromheadia ensifolia
Bromheadia ensifolia är en orkidéart som beskrevs av Johannes Jacobus Smith. Bromheadia ensifolia ingår i släktet Bromheadia och familjen orkidéer.
Artens utbredningsområde är Sumatera. Inga underarter finns listade i Catalogue of Life.